# 동물 작전
틀:전역상자 그리스 레지스탕스
동물 작전(Operation Animals)은 제2차 세계 대전 당시 영국 SOE와 미국 공군이 그리스 레지스탕스 단체였던 그리스 인민해방군, 범그리스 해방단체, 제우스와 함께 벌인 작전으로 바클레이 작전의 일부였다. 작전은 1943년 6월 21일부터 7월 11일까지 이어졌으며 그리스 내의 조직적인 사보타주 활동이 포함되었다. 이 작전의 목적은 추축국이 연합군의 상륙 지역이 시칠리아섬이 아닌 그리스라고 믿게 하는 것이었다. 작전은 성공적으로 끝났지만, 그리스 민간인들은 대량 보복작전으로 고통을 받았고, 그리스 레지스탕스에 대한 영국의 내적 개입이 그리스 무장 단체 간의 긴장을 악화시켰다.

## 배경
1940년 10월 28일, 이탈리아 왕국은 그리스-이탈리아 전쟁을 개시해 승리를 거둘 것이라 예상했지만, 침공은 실패로 끝났고 이탈리아군을 알바니아로 퇴각했다. 전쟁이 6달 동안 이어지자 독일은 이탈리아를 돕기 위해 이 전쟁에 개입하게 되었다. 그리스-불가리아 지역을 방어하고 있던 소규모 그리스군이 병력과 무기 면에서 우수했던 독일군에게 패배했다. 독일군이 그리스 내륙으로 진격하자 알바니아 전선에서 싸우는 그리스군의 활동은 의미가 없어졌고, 추축국은 그리스 전역을 성공적으로 끝냈다. 영국은 그리스로부터 철수했고, 그리스는 독일, 이탈리아, 불가리아 왕국이 지배하게 되었다. 이탈리아 왕국이나 독일과는 달리 불가리아는 그리스 협력자들을 통해 동마케도니아 트라키주를 지배하지 않았지만 벨로모리 지방을 창설하여 이 지역을 병합했다. 그리스에서 처음으로 조직된 반추축국 무장단체는 1941년 5월 설립된 에레우세리아로 그리스어로 해방을 의미했다. 이 단체는 공산주의에서 베니젤로스주의에 이르기까지 포괄적인 이념을 가진 사람들이 만든 단체였다. 에레우세리아는 정치적 합의 실패와 추축국의 탄압으로 인해 단명했고, 이 단체는 공산주의가 이끄는 그리스 인민해방군에 포함되었다. 이후 그리스 인민해방군은 국가 내에서 주요한 무장단체가 되었다. 그리스 우익세력이 조직한 무장단체에는 민족공화당 그리스 연맹, 민족 및 사회 해방, 그리고 북부 그리스 방어군 등이 있었다.
1943년 7월, 영국 그리스 SOE의 수장이었던 여단장 에디 마이어스는 민족단체 합의를 상상했다. 합의 하에 그리스 인민해방군과 우익단체인 민족 및 사회 해방과 민족공화당 그리스 여맹은 마이어스의 인원으로 구성된 참모들의 지휘 하에 통합되었고, 영국 중동 사령부의 상급성도 인정했다. 이 합의는 바클레이 작전의 일부였던 동물 작전의 실행에 큰 기여를 했다. 동물 작전은 추축국이 연합군의 남동부 유럽 침공 작전이 시칠리아가 아닌 그리스로 믿도록 속이는 작전이었다. 1942년 말 연합군이 북아프리카 전역에서 성공을 거두면서 군사 입안가들은 다음 목표를 생각하게 되었다. 영국 계획가들은 영국에서 프랑스로 이어지는 침공이 1944년까지 수행되지 않는다는 점을 고려했고, 영국의 총리였던 윈스턴 처칠은 연합군을 북아프리카에서 유럽의 "부드러운 아랫배"를 공격하는데 사용하고 싶어했다. 연합군의 공격 루트는 2가지가 있었다. 하나는 시칠리아섬으로, 이 섬을 통제한다면 지중해가 연합군의 수중에 들어와 연합군 선박의 항해를 보장하고 유럽 대륙을 이탈리아를 통해 침공하는 것이 가능해졌다. 두 번째 선택은 그리스와 발칸반도로, 이 곳을 공격한다면 독일군을 영-미 연합군과 소련군 사이에 포위시킬 수 있었다. 1943년 1월 카사블랑카 회담에서 연합군 입안자는 시칠리아를 선택하는데 동의했고, 허스키 작전으로 암호명으로 정했다. 이들은 7월 이전까지 침공을 수행하기로 결정했다. 연합군 계획자들은 시칠리아가 명백한 선택인 것에 대해 우려가 있었다. 처칠은 "멍청한 바보를 제외한 모두가 그것이 시칠리아라는 것을 안다."라고 말했다. 이들은 침공에 대한 계획이 감지될 것도 고민했다.
아돌프 히틀러는 구리, 보크사이트, 주석, 석유의 원산지이자 독일 전시산업의 원료를 제공하던 발칸반도로 연합군이 침공할 것을 우려했다. 연합군은 히틀러의 우려를 알고 있었고, 이들은 그의 우려에 맞춘 작전으로 발칸이 주요 목표지라고 독일군을 믿게 만드는 바클레이 작전을 개시했다. 이로 인해 시칠리아에 대한 방어는 원래보다 덜 이루어졌다. 이 작전으로 기만 작전은 영국이 고려할 수 있는 목표에 대한 독일군의 전략적 사고를 강화했다. 동부 지중해가 목표임을 제안하기 위해 연합군은 이집트의 카이로에 본부를 두고 거짓 편대인 제12군을 창설해 12개 사단으로 이를 구성했다. 시리아에서는 대규모 군사훈련이 진행 중이었고, 가짜 전차와 거짓 기갑차량이 관측자들을 속였다. 독일어 통역사가 고용되었고, 연합군은 다량으로 그리스 지도와 통화를 수집했다. 병력 이동에 관한 거짓 통신이 제12군 본부에서 송출되었고, 시칠리아 침공의 본부가 될 예정이었던 튀니스의 연합군 사령부는 가능한 지역에 지뢰를 사용해 라디오 송출을 줄였다.
5월 29일, 마이어는 카이로에서 시칠리아가 7월 2주차에 침공 지역이 될 것이며, 그리스 레지스탕스 무장단체들은 그리스 전역에서 사보타주 활동을 통해 동물 작전을 수행할 것이라고 보고받았다. 작전은 6월 21일 시작되어 7월 14일까지 이어질 예정이었으며, 마이어스는 지역 SOE 요원들과 연락을 즉각적으로 취해 작전에 참여하겠다는 합의를 얻어냈다. 전략적으로 중요한 고르고포타모스 다리는 하를링 작전 때 파괴되었지만 수리가 완료되어 다시 파괴하기로 예정되어 있었다. 마이어스는 아소푸스 강에 놓인 다리를 파괴하자고 제안했지만, ELAS 사령관이었던 스테파노스 사라피스는 그것이 너무 위험하다며 쿠르노보 터널을 파괴하자고 제안했다. 마이어스는 결국 포기하고 ELAS에게 폭발물을 넘겼다. 6월 1일 밤, ELAS의 공병 부대가 250명의 전투원을 데리고 탄약과 이탈리아 병사들을 싣고 가는 기차가 통과하는 터널을 폭파시켰다. 200명에서 300명 사이의 이탈리아군과 7명의 독일군이 사망했으며 100명 이상이 화상을 입었으며 60명의 그리스 전쟁포로가 후폭발로 인해 목숨을 잃었다. 터널 자체는 크게 파괴되지 않았고, 독일군은 일주일 후 철도를 고쳤다. 이탈리아군은 보복작전을 펼쳐 라리사 수용소에 갇힌 포로 106명을 사살했다. 6월 20일 6명의 SOE 요원들이 아소푸스 다리 근처의 절벽을 조사해 폭발물을 설치하고 독일 방어부대로부터 도주했다. 폭발물에 들은 이후 아돌프 히틀러는 그리스 철도망의 방호 수준에 대해 불만을 표시하며 부차적인 행동이 전반적으로 피할 수 없다는 것을 인식하고 있었다. 다리의 피해로 남북부를 잇는 그리스 철도 연결지점이 8월 28일까지 피해를 입었고, 이작전을 통해 동물 작전이 개시될 수 있었다.

## 작전
1943년 6월 20일, 카테리니-라미아 철도를 따라 난 5개의 교량이 파괴되어 4 km (2.5 mi)의 철로가 불능이 되었다. 리토초로 지역에서는 마케도니아 ELAS 부대가 다리를 지키는 소규모 부대를 제거하고 그리스 헌병대 순찰대를 무장해제시킨 후 인접한 교량을 파괴했다. 다른 무장단체들은 교량을 폭발시키고 코차니와 세르비아, 페트라나를 잇는 전화선을 절단했다. 마케도니아에서 동물 작전이 이 때부터 시작되었다. 독일군은 그들의 방어거점을 강화하고 수백 명의 민간인을 체포해 그들에게 철도에 지뢰를 놓는 작업을 시켰다. 민간인들은 막대로 철도를 찌르며 폭발물을 찾아내 이를 제거했고, 이로 인해 마케도니아 전체에서 작전의 국면은 줄어들었다. 6월 21일 아침 제117예거사단의 첫 열이 사란타포로 고개를 통과하던 중 100명의 ELAS에게 매복되었다. 8시간의 교전 끝에 11명의 독일군이 사살되었고 97명은 항복했고, 5명의 독일군은 도주했다. 사란타포로 다리와 독일군 소속 64대의 차량과 트럭은 파괴되었다.
알렉산더 뢰어의 6월 22일부터 6월 23일까지의 전보는 그리스 내 전기통신과 수송망이 체계적으로 사보타주에 들어갔음을 묘사하고 있고, E 집단군의 월간 보고 중 6월 보고는 이를 강조하며 사보타주 활동이 그리스 남부를 고립시키는 것이라고 덧붙였다. 6월 24일 아침에 20대의 미국 폭격기가 테르미 비행장을 폭격해 8명의 독일군이 사살되고 70명이 부상을 입었다. 활주로와 비행장의 70%가 파괴되었고, 10대의 비행기가 파괴되고 15대의 비행기가 피해를 입었다. 6월 24일, 독일 제1산악사단은 사란타포로 고개를 정리하라는 명령을 받았고, 임시 교량이 가설되었다. 6월 25일 독일 보위대는 브라로스 다리에 대한 공격을 물리쳤고, 폭발물을 제거했다. 6월 28일 렙토카랴-리토초로 철도선이 폭발되었지만, 피해는 적었다. 다음 날, 반군은 제621군 비밀경찰부대의 사령관이었던 아돌프 에르스펠트를 암살했다. 6월 27일 연합군은 엘레프시나와 칼라마키에 위치한 비행장에 공습을 가했고, 16명의 독일군과 32명의 그리스인이 사망했으며 59명이 부상을 입고 12대의 비행기가 파괴되었다.
7월 1일 제1산악사단과 이탈리아 2개 연대는 세르비아에서 반파르티잔 작전을 개시했으며 작전은 가혹한 원정으로 바뀌었다. 7월 5일까지 원정은 이어졌으며 이들은 이 과정에서 16개의 마을이 전소되고 92명의 민간인이 사망했으며 가축 다수가 사살되었다. 이오아니나로 산악사단이 출발한 이후, 이 지역은 죽음의 지역으로 선포되고 요르요스 파울로스의 지휘하에 협력주의자들이 이 지역을 통제했다. 7월 2일 50명의 포로가 바르소데프시아에서 에르스펠트의 죽음에 대한 보복으로 사망했고, 그 날 이후 플라타모나스에서 반군은 독일군 순찰대와 충돌했다. 7월 3일, 반군은 독일 차량을 저격해 승객에게 부상을 입히고 리토초로 외곽의 철로를 폭파시켰다. 7월 4일 밤, 렙토카랴-리초토로 철도가 태업이 되어 탄약수송 기차를 이탈시고 이후 폭발로 인해 10명의 독일군이 사망했다. 같은 시간 카테리니의 독일군 거점은 공격받았다. 독일군의 보복으로 10명의 포로가 테살로니키에서 사망했고, 리초토로의 일부가 파괴되었다. 7월 11일 밤 라미아 북서쪽 25 km (16 mi) 지점에서 교량이 폭파되었다. 다음 날 독일군은 폭파를 수행한 13명의 사람들을 사살했다. 7월 11일, 마이어스는 시칠리아 상륙이 시작한 이후 작전의 중단을 명령했다.

## 여파
히틀러는 연합군의 실제 상륙 위치에 대해 속아넘어갔다. 그는 사르데냐섬이나 펠로폰네소스반도가 목표가 될 것이라 생각했다. 시칠리아 상륙이 개시된 다음 날, E 집단군의 참모는 2차 상륙이 잠시 동안 그리스가 될 것이라 예상하며 그리스 저항군이 제5열로 활동할 것이라 생각했다. 작전의 성공에도 불구하고, 메틀랜드 윌슨은 그리스의 민간인이 독일군의 보복으로 너무 많이 사망했음을 시인했다. 이는 ELAS의 비효율적인 계획으로 인한 문제도 있었으며, 이들은 독일군의 보복에 대한 적절한 경고 조치를 취하지 않았다. 그리스에서의 작전이 끝날 때쯤, 이 작전은 연합군의 전쟁 노력에 전략적으로 큰 중요성을 제공하지 못했다.
동물 작전은 EDES와 YBE 같은 우익 무장단체의 확장 및 설립을 촉진해, 당시 그리스에서 지배적으로 활동하던 ELAS와 균형을 맞추게 되었다. 이러한 노력의 일부로, YBE의 지도자들은 무장 투쟁을 포용하고 교외 지역에서 게릴라 단체들을 양성하는 데 합의했다. 1943년 YBE는 범그리스 해방단체로 이름을 고쳤다. PAO의 창립은 ELAS와의 관계를 경색시켰고, 이후 그들은 작전을 펼칠 때 각자 임무를 수행했다. PAO는 터키어를 구사하는 그리스인들로부터 지지를 받기 위해 노력했고, 반공주의자였으며, 독자적인 무장투쟁 체계를 갖추어 나갔다. 8월부터 킬리키아의 ELAS 전투원들은 PAO 반군들을 무장해제시키며 탄압했다. 8월 말, 두 단체의 분쟁은 내전으로 치달았고 12월까지 이어졌다. ELAS는 찰키디키에서 재조직하기 전 PAO의 무장단체들을 파괴하고자 했다.
1944년 1월, PAO의 잔여 세력은 독일 당국으로부터 지원을 받아 협력주의자가 되어 반군 탄압부대로 활동하게 되었다. PAO는 ELAS에 맞선 작전에 참여하게 되었으며 독일군의 전술적 승인 하에 불가리아 군도 공격하게 되었다. 이 무렵부터 PAO는 보안대대의 우산 하에서 작전을 펼치며 수많은 잔혹행위를 저질렀다. c ELAS는 전쟁이 끝날 때까지 그리스 내에서 주요한 저항 조직으로 남게 되었다. 바르키자 조약으로 공산주의 세력의 활동이 약화되었으며, 그리스 군과 해병대는 옛 반공주의 무장단체들을 포함해 개혁을 시도했다.

## 참고 자료
- Katsikostas, Dimitrios (2011). “Ο ελληνικός στρατός στη εξορία, 1941-1944: οργάνωση, συγκρότηση, πολεμικές αποστολές και κινήματα στη Μέση Ανατολή” [The greek army in exile, 1941-1944: organization, composition, war missions and coups in Middle East]. 《National and Kapodistrian University of Athens Thesis》 (National and Kapodistrian University of Athens): 1–411. doi:10.12681/eadd/25448. 2016년 5월 8일에 확인함.
- Arnold-Forster, Mark (2001). 《The World at War》. London: Pimlico. ISBN 978-0-7126-6782-1.
- Buell, Thomas B (2002). 《The Second World War: Europe and the Mediterranean》. Garden City Park, NY: Square One Publishers. ISBN 978-0-7570-0160-4.
- Cave Brown, Anthony (1975). 《Bodyguard of Lies》. London: WH Allen. ISBN 978-0-491-01636-0.
- Crowdy, Terry (2008). 《Deceiving Hitler: Double-Cross and Deception in World War II》. Oxford: Osprey. ISBN 978-1-84603-135-9.
- Holt, Thaddeus (2004). 《The Deceivers: Allied Military Deception in the Second World War》. London: Weidenfeld & Nicholson. ISBN 978-0-297-84804-2.
- Howard, Michael (1990). 《British Intelligence in the Second World War》. London: HMSO. ISBN 978-0-11-630954-9.
- Howard, Michael (1995). 《Strategic Deception in the Second World War》. New York: W. W. Norton & Company. ISBN 978-0-393-31293-5.
- Chimbos, Peter (1999). “Greek Resistance 1941–45: Organization, Achievements and Contributions to the Allied War Efforts Against the Axis Powers”. 《International Journal of Comparative Sociology》 (Brill) 40 (2): 251–269. ISSN 0020-7152. 2016년 5월 8일에 확인함.
- Dordanas, Stratos (2002). “Αντίποινα των Γερμανικών Αρχών Κατοχής στην Μακεδονία (1941–1944)” [Reprisals of the German Authorities of Occupation in Macedonia (1941–1944)]. 《Aristotle University of Thessaloniki Thesis》 (Aristotle University of Thessaloniki): 1–848. doi:10.12681/eadd/20569. 2016년 5월 8일에 확인함.
- Hatzianastasiou, Tasos (2001). “Ο πρώτος γύρος του εμφυλίου πολέμου στη γερμανοκρατούμενη δυτική πλευρά του Στρυμόνα, Σεπτέμβριος-Δεκέμβριος 1943” [The First Round of the Civil War in the German Governed Western Part of Strymonas, September–December 1943]. 《The Civil Wars: Local Aspects of the Greek Civil War》 (Kozani Tsotili: Conference: The Civil Wars Study Group): 173–188. 2016년 5월 8일에 확인함.
- Maratzidis, Nikos (2000). “Ethnic Identity, Memory and Political Behaviour: The Case of Turkish-Speaking Pontian Greeks”. 《South European Society and Politics》 (Routledge) 5 (3): 56–69. ISSN 1360-8746. 2016년 5월 8일에 확인함.
- Stefanidis, Yiannis (1992). “Macedonia in the 1940s” (PDF). 《Modern and Contemporary Macedonia》 (Athens: Papazissis) 2: 64–103. ISBN 978-960-260-725-1. 2016년 5월 8일에 확인함.